# What’s Your Flava?
«What’s Your Flava?» (с англ. — «Каков твой вкус?») — сингл британского исполнителя Крейга Дэвида. Он был выпущен 28 октября 2002 года в качестве первого сингла с его второго студийного альбома Slicker Than Your Average (2002). Он занял восьмое место в UK Singles Chart. Несмотря на то, что песня заняла лишь 104-е место в американском чарте Billboard Hot 100, что намного ниже, чем у предыдущих синглов «Fill Me In» и «7 Days», она была включена в саундтрек к американскому фильму 2003 года «Чего хочет девушка».
В 2003 году эта песня была использована в рекламе неудачных кукол Flavas от Mattel. В 2007 году улучшенная и сокращённая версия песни была использована в рекламе Popeyes Chicken. А также есть ремикс с участием американского рэпера Twista.

## Позиции в хит-парадах
Сингл занял 8-е место в Великобритании, сравнявшись с предыдущим синглом «Rendezvous». Он также занял 9-е место в Канаде, 10-е место в Австралии, 22-е место в Ирландии и 4-е место в чарте Billboard Bubbling Under Hot 100 в США.

## Клип
Клип на песню «What’s Your Flava?» был снят в Чехии режиссёром Little X. Это пародия на фильм 1971 года «Вилли Вонка и шоколадная фабрика». В видео Дэвид предлагает четырём девушкам (одной из Нью-Йорка, одной из Парижа, одной из Лондона и одной из Торонто) выиграть поездку на его музыкальную фабрику, если они найдут золотые диски, спрятанные внутри его нового альбома Slicker Than Your Average. Затем три девушки выбывают одна за другой, потому что, как и в фильме, они ведут себя плохо во время поездки. Одна девушка (девушка из Торонто) остаётся и уезжает с Дэвидом на стеклянном лифте, покидая фабрику, как и в конце фильма.

## Список композиций
Australia CD single
1. «What’s Your Flava?» — 3:39
2. «Four Times a Lady» — 5:30
3. «What’s Your Flava?» (instrumental) — 4:40

United Kingdom CD single
1. «What’s Your Flava?» — 3:39
2. «Four Times a Lady» — 4:30
3. «What’s Your Flava?» (instrumental) — 4:41

United States vinyl EP
- A1. «What’s Your Flava?» (Radio Edit)
- A2. «What’s Your Flava?» (Instrumental)
- A3. «What’s Your Flava?» (A Capella)
- B1. «What’s Your Flava?» (Todd’s Underground Flava Mix: 2) Remix — Todd Edwards
- B2. «What’s Your Flava?» (Todd’s Underground Flava Mix: 1) Remix — Todd Edwards
- C1. «What’s Your Flava?» (Ford’s Rewinder Club Remix) Remix — Ford
- C2. «What’s Your Flava?» (Ford’s Rewinder Club Dub) Remix — Ford
- D1. «What’s Your Flava?» (Akufen’s Club Mix) Remix — Akufen
- D2. «What’s Your Flava?» (Akufen’s Dub Mix)

## Хит-парады

### Еженедельные хит-парады
| Хит-парад (2002—2003)                  | Строчка |
| -------------------------------------- | ------- |
| Австралия (ARIA)                       | 10      |
| Австралия (ARIA Urban)                 | 5       |
| Бельгия/Фландрия (Ultratop 50)         | 14      |
| Бельгия/Валлония (Ultratop 50)         | 22      |
| Канада (Nielsen SoundScan)             | 9       |
| Хорватия (HRT)                         | 7       |
| Дания (Tracklisten)                    | 11      |
| Европа (Eurochart Hot 100)             | 15      |
| Франция (SNEP)                         | 20      |
| Германия (GfK)                         | 35      |
| Венгрия (Editors' Choice Top 40)       | 37      |
| Ирландия (IRMA)                        | 22      |
| Италия (FIMI)                          | 12      |
| Нидерланды (Dutch Top 40)              | 24      |
| Нидерланды (Single Top 100)            | 12      |
| Новая Зеландия (Recorded Music NZ)     | 16      |
| Норвегия (VG-lista)                    | 17      |
| Португалия (AFP)                       | 8       |
| Румыния (Romanian Top 100)             | 24      |
| Шотландия (OCC Scotland)               | 14      |
| Испания (PROMUSICAE)                   | 6       |
| Швеция (Sverigetopplistan)             | 31      |
| Швейцария (Schweizer Hitparade)        | 13      |
| Великобритания (OCC UK Singles)        | 8       |
| Великобритания (OCC UK Hip Hop/R&B)    | 3       |
| США (Billboard Bubbling Under Hot 100) | 4       |
| США (Billboard Pop Airplay)            | 24      |
| США (Billboard Rhythmic)               | 32      |

### Хит-парады конца года
| Хит-парад (2002)           | Строчка |
| -------------------------- | ------- |
| Австралия (ARIA)           | 63      |
| Канада (Nielsen SoundScan) | 46      |
| UK Singles (OCC)           | 150     |

| Хит-парад (2003) | Строчка |
| ---------------- | ------- |
| Австралия (ARIA) | 82      |

## Сертификация
| Регион                                                      | Сертификация | Продажи |
| ----------------------------------------------------------- | ------------ | ------- |
| Австралия (ARIA)                                            | Золотой      | 35 000^ |
| ^ Данные о тиражах приведены только на основе сертификации. |              |         |

## История выпусков
| Страна         | Дата            | Формат                                       | Лейбл             | Ref(s).       |
| -------------- | --------------- | -------------------------------------------- | ----------------- | ------------- |
| США            | 7 октября 2002  | Contemporary hit rhythmic contemporary radio | Atlantic Wildstar | [ 34 ]        |
| Австралия      | 28 октября 2002 | CD1                                          | Wildstar          | [ 35 ]        |
| Великобритания | 28 октября 2002 | CD                                           | Wildstar          | [ 36 ] [ 37 ] |
| Австралия      | 11 ноября 2002  | CD2                                          | Wildstar          | [ 38 ]        |
| Япония         | 11 ноября 2002  | CD                                           | Telstar           | [ 39 ]        |